# طبل جانبي
الطبل الجانبي (بالإنجليزية: snare drum)‏ هو آلة إيقاعية ينتج صوت ستاكاتو حادا عندم يضرب رأسه بعصا طبل أو المقرعة، وذلك بسبب توفره على سلسلة من الأسلاك الصلبة المشدودة المرتبطة بالجلد السفلي. تستعمل الطبوي الجانبية عادة في الأوكسترات، فرق الحفلات، فرق المشاة، المواكب، فرق الطبول، وغيرها. هي واحدة من المكونات الأساسية في طقم الطبول، وهذا الأخير عبارة عن تشكيلة من الآلات الإيقاعية يعزفها قارع طبول أثناء جلوسه ويستعمل في عدة أنواع موسيقية.
تقرع الطبول الجانبية عادة باستعمال عصي الطبول، لكن قارعات أخرى يممن استعمال مثل الفُرَش وعصي الروت (rutes) للحصول على نغمات مختلفة. الطبل الجانبي آلة معبرة ومتعددة الاستعمالات نظرا لحساسيتها وتجاوبها. تسمح حساسية الطبل الجانبي له بالتجاوب صوتيا مع أكثر الضربات رقة، حتى باستعمال فرشاة أسلاك؛ يمكن استعمالها أيضا في تسلسلات إيقاعية معقدة ومقطوعات سولو تشد الانتباه بجهارة متوسطة. مجاله الصوتي الديناميكي يمكن العازف من إنتاج أنبار بارزة بقرعات قوية، وصوت رعدي حاد (120+ ديسيبل) عندما يقرع إطار الطبل.
يكمن أصل الطبل الجانبي في الطابور، وهو طبل تمثل استعماله الأول في مرافقة الفلوت. تطور الطابور إلى نسخ أكثر عصرية مثل طبل الطقم الجانبي، طبل المشاة الجانبي، وطبل البيكولو الجانبي. يمثل كل أسلوبا مختلفا من الإيقاع والحجم. الطبل الجانبي الذي يمكن رؤيته في حفلات الموسيقى الشائعة يقرع عادة في النبضات الواطئة لتحقيق إيقاع (يسمى أسلوب النبضة الخلفية backbeat). يمكن أن يقرع بنفس الطريقة في فرق المشاة لكنه يقرع في أغلب الأحيان في النبضات المرتفعة (أسلوب النبضة الأمامية front beat). يكون طبل الطقم الجانبي عموما أقصر من طبل المشاة الجانبي، وطبل البيكولو الجانبي هو الأقصر بين الثلاثة. من السهل تمييز الطبل الجانبي بصوته الحاد الصاخب عندم يضرب بقوة بواسطة عصا طبل أو مطرقة إيقاعية. يختلف عمق الصوت من طبل جانبي لآخر نظرا لتقنيات وميزات صنع الطبل. من بين هذه الميزات توتر ومادة تصنيع سطح الطبل، الأبعاد، ومواد وتصنيع إطار سطح وجسم الطبل.
يتكون الطبل الجانبي من سطحي طبل كلاهما يصنع عادة من البلاستيك، وخشخاشة من الأسلاك المعدنية في السطح السفلي تسمى snares. يمكن وضع الأسلاك على السطح الأعلى أيضا، كما هو حال طبل tarol الجانبي، أو كلا السطحين كما هو حال طبل Highland الجانبي. يسمى السطح الأعلى السطح القرع لأنه الجزء الذي يضربه قارع الطبول، ويسمى السطح السفلي سطح الsnare لأنه مكان تواجد الsnares. يحافظ قضيب التوتر على ثبات توتر السطحين. يسح تعديل قضيب التوتر للقارع بتغيير ميزات الحدة والنغمة للطبل. مُوَتِّر الطبل هو عبارة عن مقبض يتحكم في تلامس أو تباعد السطح والsnares يسمح بتغيير توتر هذه الأخيرة. إذا حرر المُوَتِّر يصبح صوت الطبل مشابها لطبل توم لأن snares غير مستعملة. يمكن استعمال الإطار المعدني المحيط بسطح القرع لعدة أغراض، أبرزها إنتاج صوت rimshot الثاقب بواسطة عصا الطبل.

## مختارات أوركسترية شهيرة
- "Lieutenant Kije" للملحن Sergei Prokofiev
- "Scheherazade" للملحن Rimsky-Korsakov
- "The Stars and Stripes Forever" للملحن John Philip Sousa
- "Bolero" للملحن Maurice Ravel
- "Polovetsian Dance" للملحن Alexander Borodin
- "The Year 1905" للملحن Dmitri Shostakovich
- “Concerto for Orchestra” للملحن Béla Bartók

## كتب عن طرق القرع

### قرع منفرد
- Stick Control For Snare Drummer
- Alfred's Drum Method Book 1& 2
- Fundamental Studies for Snare Drum
- A Fresh Approach to the Snare Drum
- Portraits in Rhythm
- 12 Studies for Snare Drum
- Basic Drumming
- All American Drummer
- Snare Drum Method Books I and II
- Modern School for Snare Drum
- Syncopation for the Modern Drummer
- A New and Improved Method for Drum Beating
- Martial Instructor in Music
- The Art of Snare Drumming
- Trumpet and Drum
- Drummer’s Instructor
- New and Improved Instructor for the Drum
- Snare Drum Method for Band and Orchestra
- Rebounds and Accents
- Wrist and Finger Control
- Encyclopedia Rudimentia
- Stick Technique
- Trommel Schule
- Rudimental Cookbook
- 14 Contest Solos
- Ziggadabuzz and Other Things To Play on Snare Drum
- Modern Swing Solos for the Advanced Drummer
- Rolls Rolls Rolls

### قرع في مجموعة
- Essential Elements for band
- Accent on Achievement
- Tradition of Excellence
- THE YAMAHA ADVANTAGE
- Standard of Excellence
- Sound Innovations
- Standard of Excellence "Festival Solo"
- Foundations for Superior Performance Percussion
- Firth-Feldstein Percussion Series "Snare Drum---including Bass Drum"
- Primary Handbook for Snare Drum
- 1st Recital Series for Snare Drum